# Helmut Hentrich

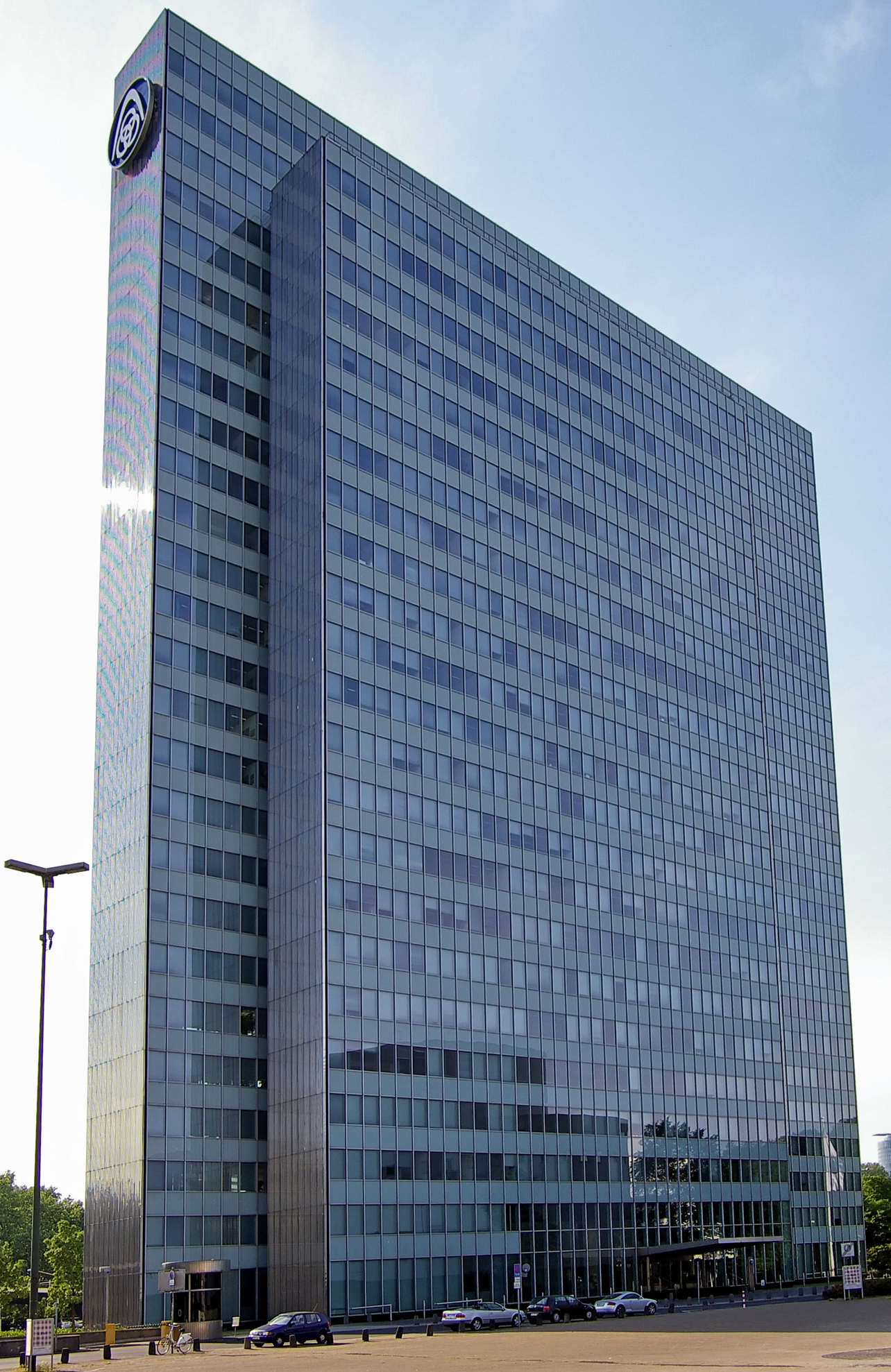
Dreischeibenhaus in Düsseldorf (1957–1960)

Helmut Hentrich (* 17. Juni 1905 in Krefeld; † 7. Februar 2001 in Düsseldorf) war ein deutscher Architekt, der besonders durch seine markanten Hochhausbauten in den 1960er und 1970er Jahren bekannt wurde. Das von ihm gegründete Architekturbüro Hentrich, Petschnigg und Partner (HPP) besteht weiterhin unter dem Namen HPP Architekten.

## Biografie

### Ausbildung
Hentrich war der Sohn des Bauingenieurs Hubert Hentrich. Schon während seiner Schulzeit interessierte er sich für Kunst, Architektur und absolvierte Praktika in den Architekturbüros von August Biebricher und Franz Brantzky.
Nach dem Abitur gab Hentrich zunächst dem Drängen des Vaters nach und nahm 1922 ein Jurastudium an der Universität Freiburg im Breisgau auf, wechselte jedoch 1924 an die Architekturfakultät der Technischen Hochschule Wien und ein Jahr später an die Technische Hochschule Berlin-Charlottenburg, um bei Hans Poelzig, Heinrich Tessenow und Hermann Jansen zu studieren.
In Berlin lernte Hentrich die im Aufbruch befindliche moderne Architektur kennen, arbeitete in den Semesterferien in den Architekturbüros von Hugo Häring und Ludwig Mies van der Rohe, aber es war vor allem Hans Poelzig, der sein Architekturverständnis prägte. Während seiner Studienzeit in Berlin lernte er Albert Speer, Friedrich Tamms und Rudolf Wolters kennen, die ebenfalls dort studierten. Hentrich legte im Jahre 1928 seine Diplom-Hauptprüfung mit Auszeichnung ab.

### 1929 bis 1945
Nach dem Diplom begann Hentrich 1929 ein Referendariat (als Regierungsbauführer), um sich für den Staatsdienst zu qualifizieren.
Er war als Bauleiter beim Umbau von St. Andreas in der Düsseldorfer Altstadt tätig. Ebenfalls 1929 erhielt er für den Entwurf einer Hochschule für Tanzkunst den Schinkelpreis, mit dem 1892 auch sein Vater ausgezeichnet worden war, und promovierte an der Technischen Hochschule Wien mit einer auf diesem Entwurf basierenden Arbeit über modernes Tanztheater.
Anfang der 1930er Jahre arbeitete er in Paris im Architekturbüro von Ernő Goldfinger und in New York im Architekturbüro von Norman Bel Geddes und unternahm ausgedehnte Reisen durch die USA, China, Indien und andere Länder.

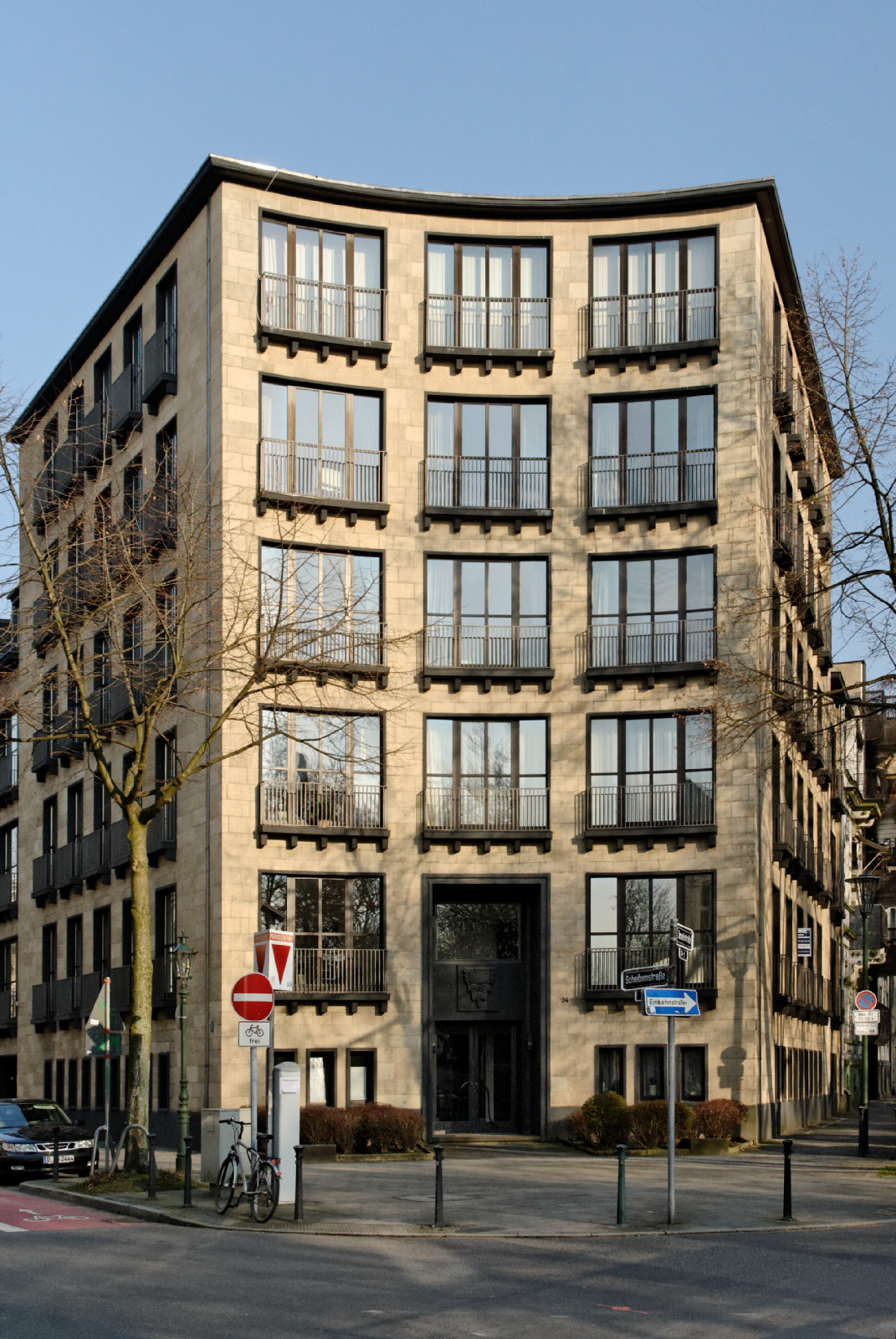
Kopfhaus in Düsseldorf (1935–1936)

Nach Deutschland zurückgekehrt legte Hentrich 1933 die zweite Staatsprüfung zum Regierungsbaumeister (Assessor) ab. Er sollte eine Anstellung im Staatshochbauamt Gumbinnen (Ostpreußen) erhalten, wählte jedoch den Weg in die Selbstständigkeit und eröffnete im selben Jahr ein Architekturbüro in Düsseldorf. Nach anfänglicher Zusammenarbeit mit Hans Heuser gründete Hentrich 1935 mit diesem eine Büropartnerschaft (Hentrich & Heuser) und konnte sich mit Wettbewerbserfolgen und Wohnhausbauten in Düsseldorf etablieren.

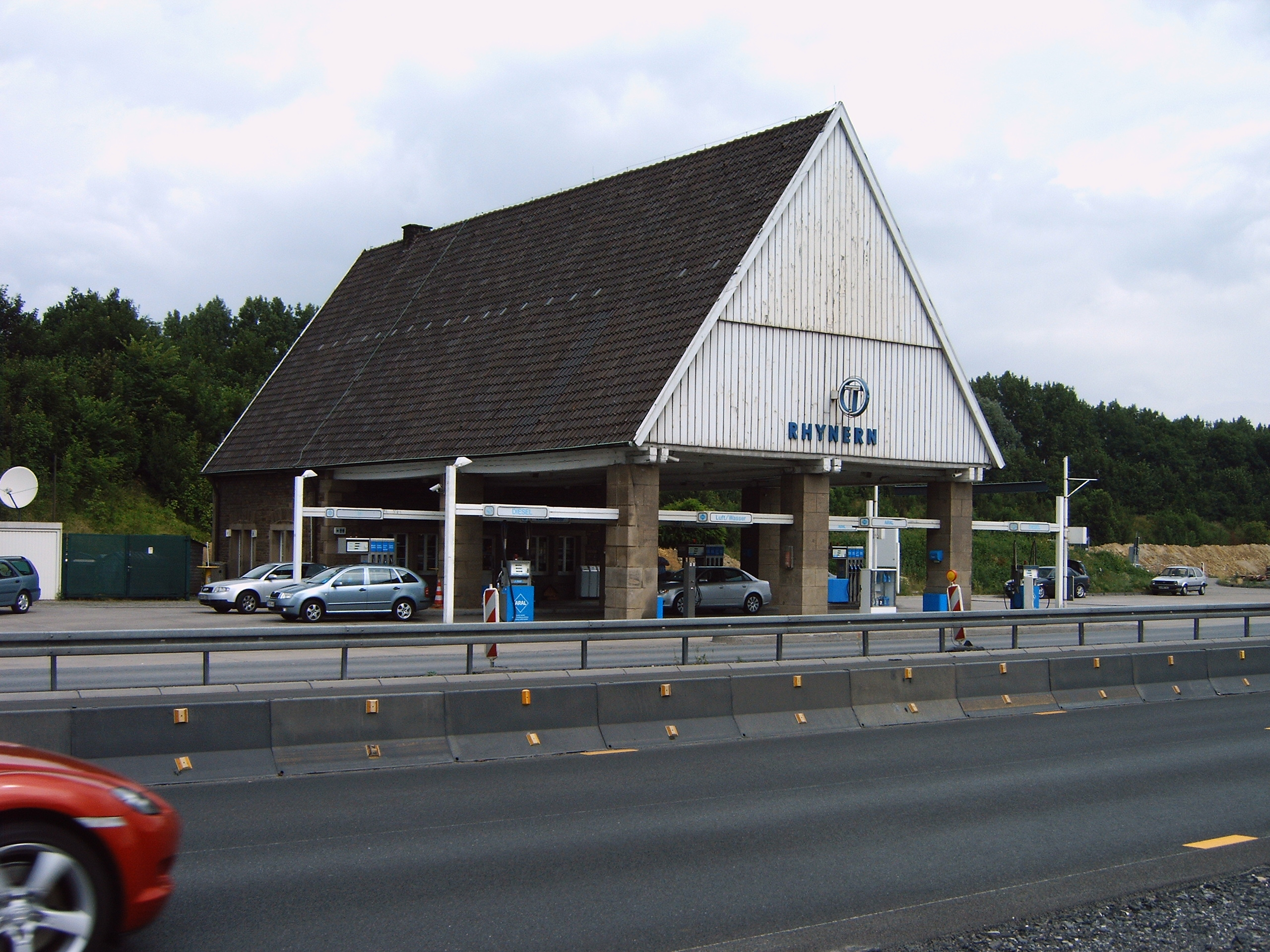
Autobahntankstelle Rhynern 1937–1938, bis 2005 in Betrieb

Beide gewannen 1937 einen Wettbewerb für das Deichtor Orsoy, nahmen vermehrt an offiziellen Wettbewerben der Organisation Todt oder der Hitlerjugend teil. Bereits im Jahr zuvor war Hentrich als Mitglied in die Akademie für Städtebau, Reichs- und Landesplanung aufgenommen worden. Im Jahr 1938 war er auf der Zweiten Deutschen Architekturausstellung der Nationalsozialisten im Münchener Haus der Deutschen Kunst mit dem Modell des Reichsautobahn-Rasthofs Rhynern vertreten, der kriegsbedingt nicht gebaut wurde.
Hentrich gehörte ab 1938 dem Arbeitsstab des am 30. Januar 1937 zum Generalbauinspektor für die Reichshauptstadt (GBI) ernannten Albert Speer an (u. a. Fassadenentwurf des Reichsversicherungsamtes) und war Mitglied des am 11. Oktober 1943 gegründeten „Arbeitsstab Wiederaufbauplanung“ („Wiederaufbaustab Speer“) für die im Krieg zerstörten Städte (u. a. Wiederaufbauplanungen für seine Geburtsstadt Krefeld, oder städtebauliche Entwürfe für die Neugestaltung Hamburgs durch Konstanty Gutschow). Am 30. Januar 1940 beantragte Hentrich die Aufnahme in die NSDAP und wurde zum 1. März desselben Jahres aufgenommen (Mitgliedsnummer 7.521.334). In der Endphase des Zweiten Weltkriegs wurde Hentrich von Hitler in die Gottbegnadeten-Liste der wichtigsten Architekten aufgenommen, was ihn vor einem Kriegseinsatz bewahrte.
Hentrich schrieb in seinen Erinnerungen (Bauzeit. Aufzeichnungen aus dem Leben eines Architekten. Düsseldorf 1995) über seine Arbeiten im sogenannten Dritten Reich: „Die interessante Arbeit an diesen Bauten war immer nur sachbezogen und nie von politischen Aspekten gefärbt.“ Er führte Aufträge für die Organisation Todt aus.

### Nach 1945

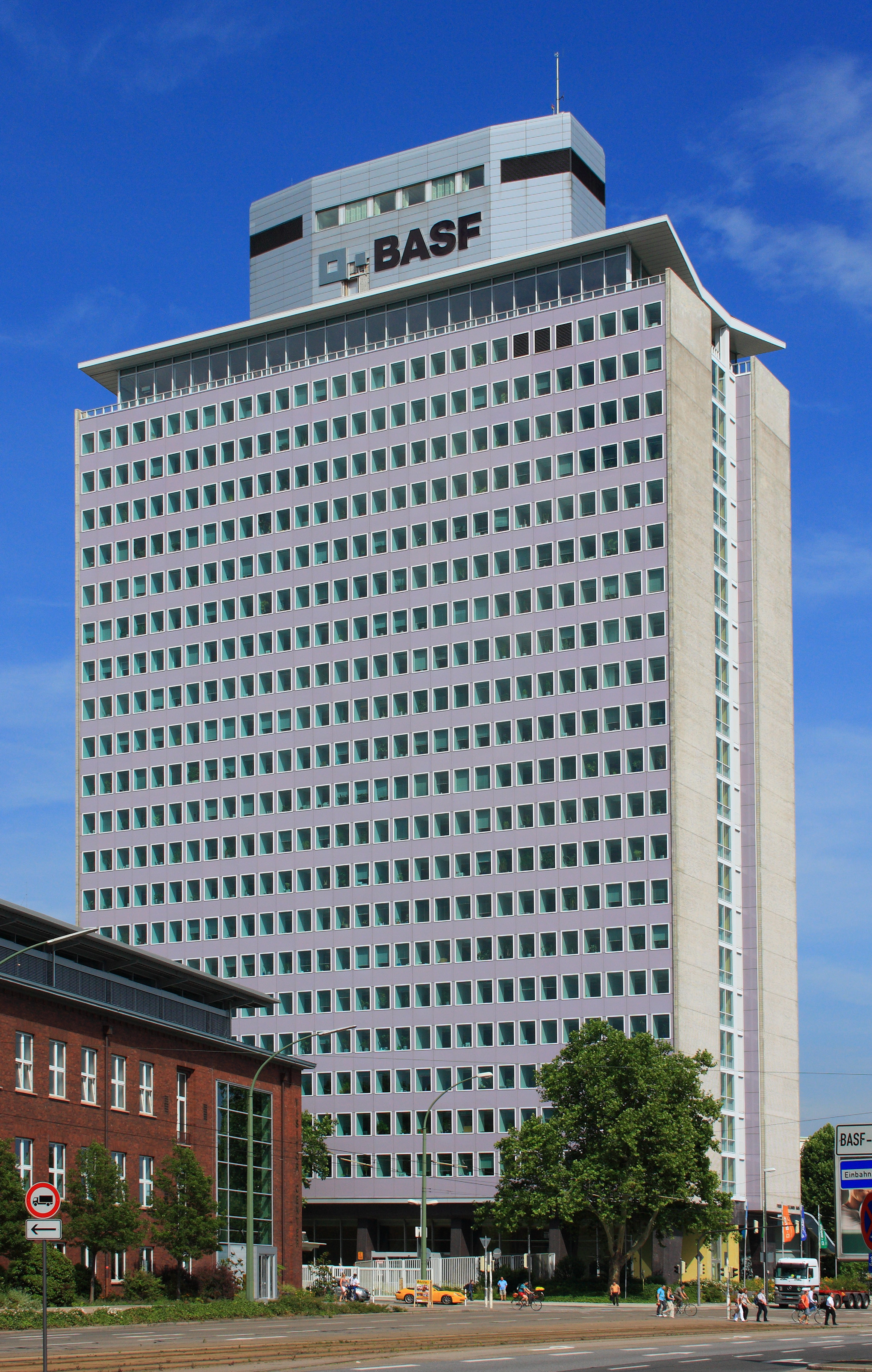
Friedrich-Engelhorn-Hochhaus, Ludwigshafen (1954–1957) Abriss 2013–2014

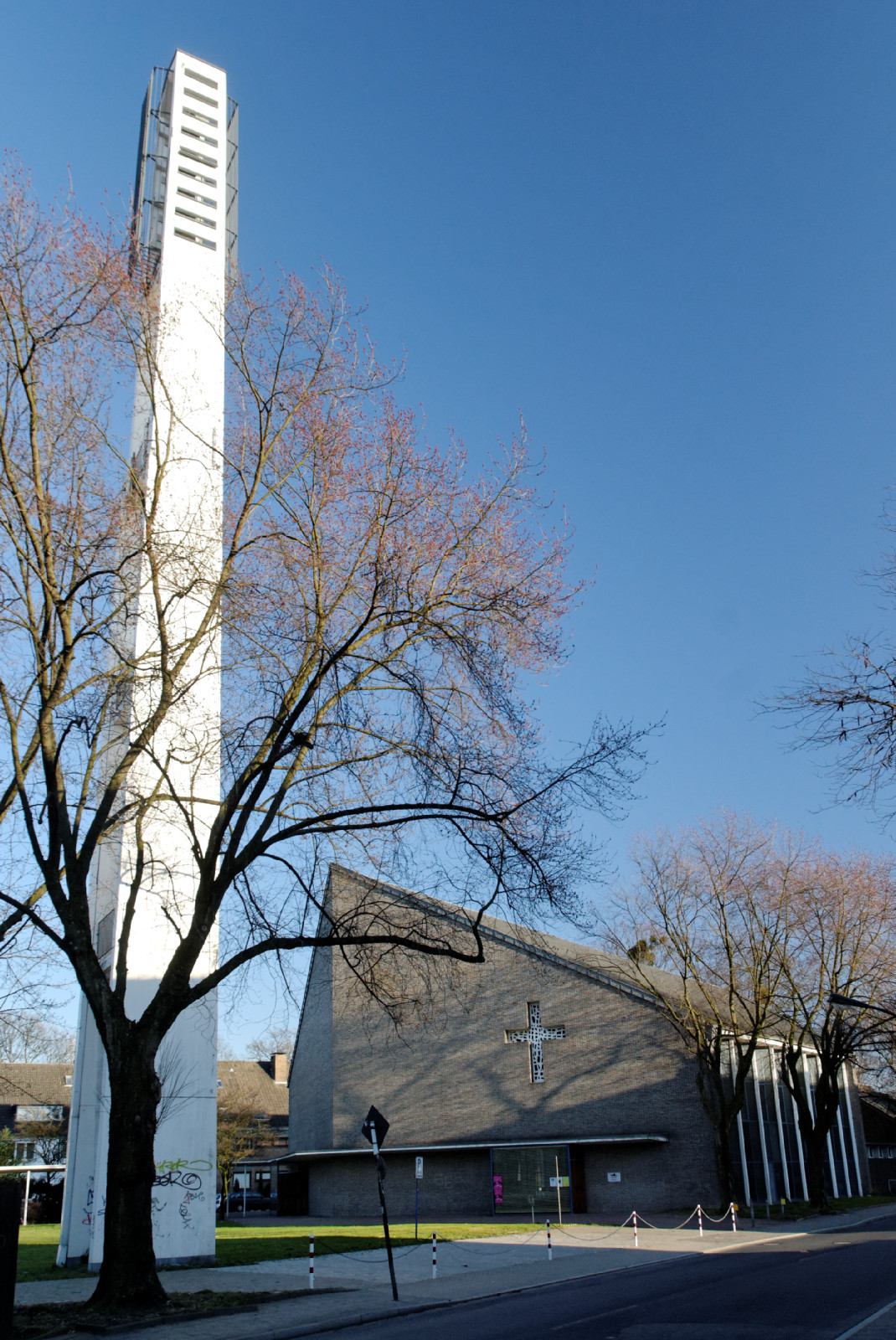
Petruskirche in Düsseldorf-Unterrath (1955–1956)

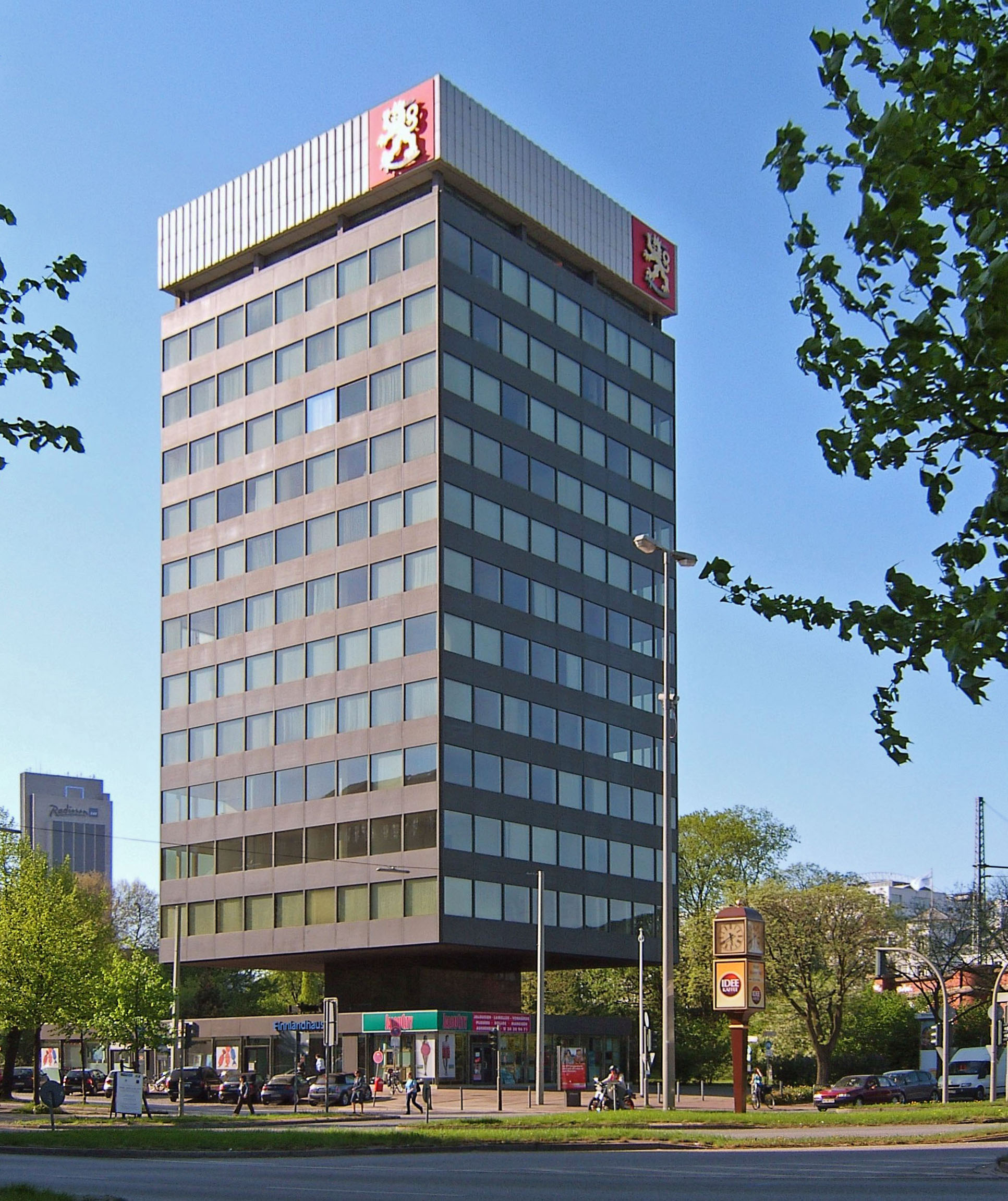
Finnlandhaus in Hamburg an der Esplanade, innovative Hängekonstruktion 1963–1966 nach Plänen von Hentrich und Petschnigg erbaut.

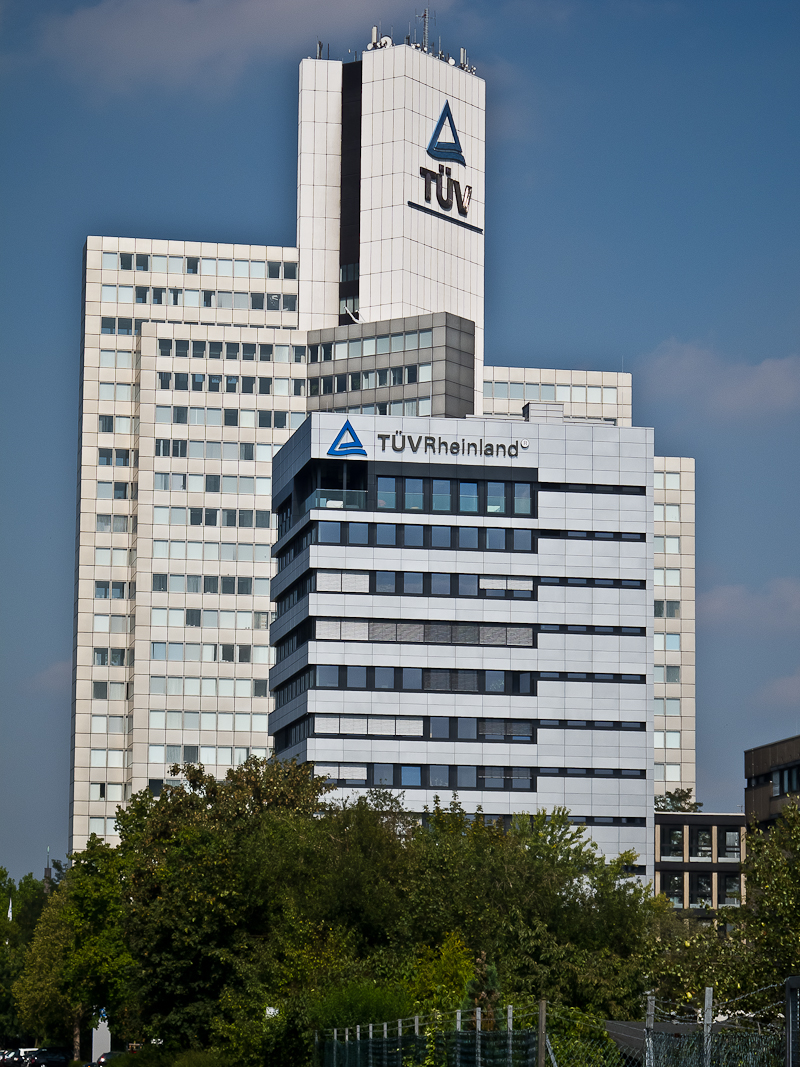
TÜV Rheinland-Hochhaus in Köln-Poll (1970–1974)

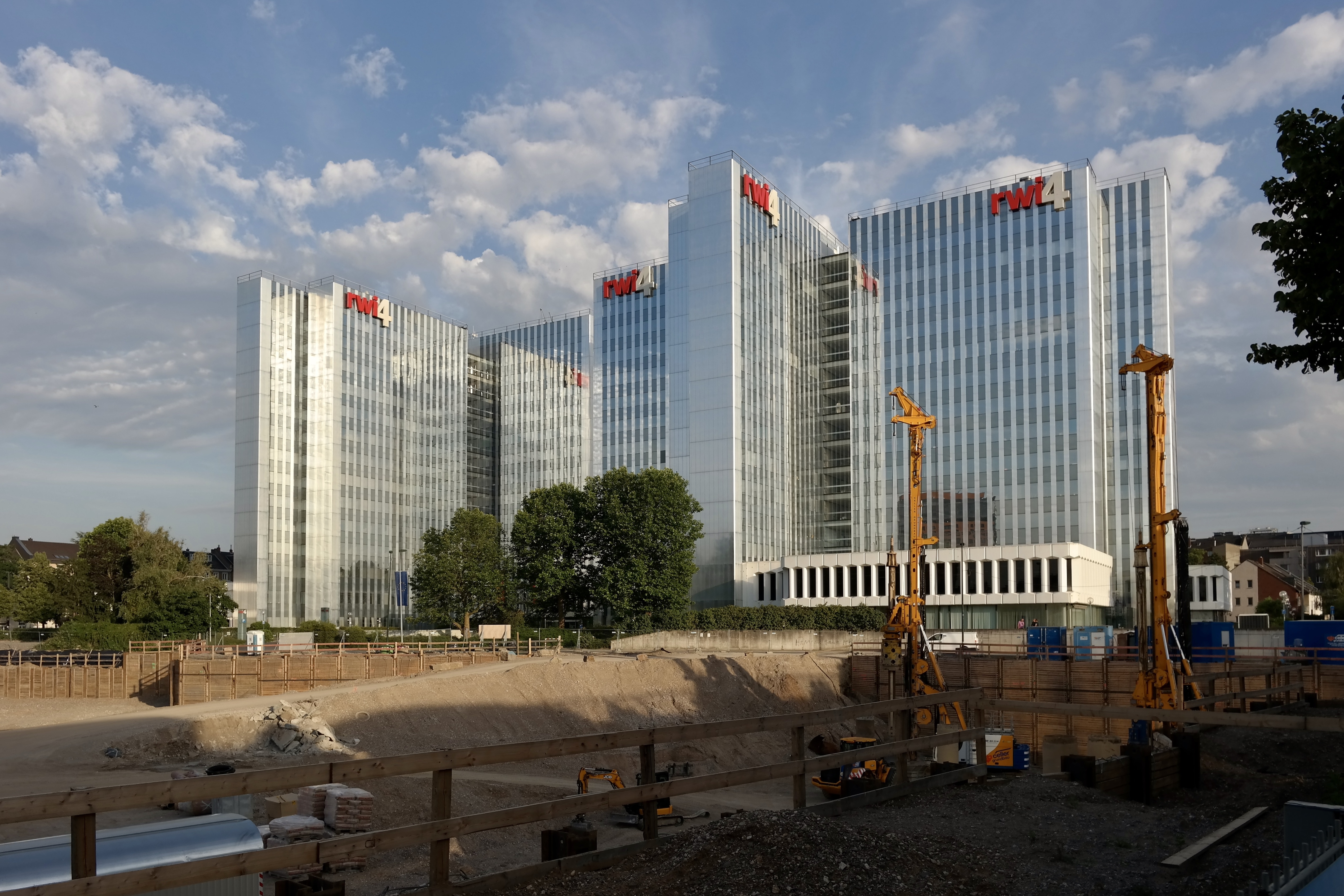
RWI-Haus Düsseldorf

In der Nachkriegszeit geriet Hentrich in die Schlagzeilen, als der von Bernhard Pfau gegründete Architektenring Düsseldorf dem Leiter des Stadtplanungsamtes, Friedrich Tamms, vorwarf, ehemals hochgestellte Freunde aus dem Stab des Generalbauinspektors – zu denen neben Julius Schulte-Frohlinde, Konstanty Gutschow und Rudolf Wolters auch Hentrich gehörte – zu begünstigen. „Tatsächlich wird Düsseldorf zu einem Zentrum der ehemaligen Nazi-Prominenz“, formulierte der Architektenring in einer Denkschrift.
Trotz dieser Einwände konnte Hentrich – ehrenamtliches Mitglied im Kulturausschuss der Stadt Düsseldorf – sich an den Wiederaufbauplanungen für die Stadt beteiligen; sein Architekturbüro prägte mit repräsentativen Banken und Verwaltungsbauten das Erscheinungsbild der Innenstadt. Dabei war sicherlich hilfreich, dass Hentrichs Studienfreund Friedrich Tamms Leiter des Stadtplanungsamtes und Julius Schulte-Frohlinde seit 1952 Leiter des Hochbauamtes der Stadt Düsseldorf war. Nach dem Tod von Hans Heuser im Jahre 1953 nahm Hentrich Hubert Petschnigg in das Architekturbüro auf.
Wiesen Hentrichs Geschäftshäuser der frühen Nachkriegszeit noch starke Anklänge an den Neoklassizismus der 1930er Jahre auf, so prägte später der Internationale Stil mit von Glas und Stahl bestimmter kühler Sachlichkeit die Bauten Hentrichs.
Mit dem Bau des Dreischeibenhauses 1957 bis 1960 fand Hentrich weltweite Anerkennung; das Gebäude ist mit seiner signifikanten Optik nach wie vor eines der bekanntesten und bedeutendsten Hochhäuser Deutschlands. 1969 wurde die Bürogemeinschaft um sechs Partner erweitert und in HPP Hentrich-Petschnigg & Partner umbenannt. HPP gewann in der Folge zahlreiche Wettbewerbe und entwickelte sich zu einem der größten Architekturbüros der Nachkriegszeit, mit Spezialisierung auf dem Gebiet des Verwaltungsbaus. In 13 Städten Westdeutschlands und Südafrikas erbaute ihr Großbüro insgesamt über 40 Hochhäuser.
Daneben war Hentrich von 1945 bis 1955 Vorstandsvorsitzender des Künstlerverein Malkasten in Düsseldorf.
1960 wurde Hentrich durch die Landesregierung Nordrhein-Westfalen zum Professor ernannt.
1972 wurde die Bürogemeinschaft zu einer Kommanditgesellschaft umgeformt. Zwei Jahre später übertrugen Hentrich und Petschnigg ihren beiden Partnern Hans Joachim Stutz und Rüdiger Thoma die Leitung des Büros. Sie selbst zogen sich in den Beirat des Büros zurück, nahmen aber weiter Anteil an den verschiedenen Projekten.
Hentrich besaß eine bedeutende Sammlung von antiker und islamischer Glaskunst sowie Objekte des Jugendstils und der Art Nouveau; diese Sammlung ging seit 1963 als Schenkung in die Bestände des Museum Kunstpalast als Glasmuseum Hentrich über.

## Auszeichnungen
- 1969 erhielt er die BDA-Plakette,
- 1970 den Award of Merit of the South African Architects für das Standard Bank Center, Johannesburg,
- 1972 die BDA-Plakette für die Hauptverwaltung Rank Xerox, Düsseldorf,
- 1975 das Verdienstkreuz 1. Klasse der Bundesrepublik Deutschland,
- 1979 den Europa-Nostra-Preis für den Umbau der Tonhalle Düsseldorf,
- 1980 das Große Verdienstkreuz der Bundesrepublik Deutschland,
- 1981 die Heinrich-Tessenow-Medaille in Gold,
- 1985 wurde er von der Stadt Düsseldorf zum Ehrenbürger ernannt (Ehrenring der Stadt Düsseldorf).

## Bauten (Hentrich und Partner)
- 1934–1935: Einfamilienhaus für Schmitz-Egelhoff in Krefeld[7]
- 1935–1936: Kopfhaus in Düsseldorf, Scheibenstraße / Inselstraße 34 (mit Hans Heuser)
- 1937–1938: HJ-Heim in Duisburg-Rheinhausen, Werthauser Straße (mit Hans Heuser)[8]
- 1937: Musterhaus zur Reichsausstellung Schaffendes Volk für Bildhauer Hellwig Reiss-Schmidt (* 1904) in der Künstlersiedlung Schlageterstadt (heute Golzheimer Siedlung), Franz-Jürgens-Straße 10
- 1937–1938: Deichtor in Orsoy (mit Hans Heuser)[8]
- 1938–1939: Jugendheim in Hilden
- 1938: „Jagdhaus Brendt“ in Brandenberg (Hürtgenwald)[7]
- vor 1939: Einfamilienhaus für Dr. Rohde in Düsseldorf[7]
- vor 1939: Haus für Dr. Blassendorf in Meerbusch[7]
- vor 1939: Fünffamilienhaus für Poensgen in Düsseldorf, Rheinallee (mit Hans Heuser)[7]
- vor 1943: Haus Ö. [Oetker] in Krefeld (mit Hans Heuser)[8]
- 1949: Werkswohnungen (Zwei Doppelhäuser) für FA Kümpers in Rheine, Basilikastraße (mit Hans Heuser)
- 1949–1950: Bankhaus Trinkaus in Düsseldorf
- 1949–1953: Gerling-Hochhaus in Köln (Entwurf mit Hans Heuser, Änderungen durch Hans Gerling)[9]
- 1951–1952: Drahthaus in Düsseldorf (mit Hans Heuser)
- 1952–1953: Aluminiumhaus in Düsseldorf-Pempelfort, Jägerhofstraße 29 (mit Hans Heuser)
- 1952–1953: Haus des Einzelhandelsverbandes in Düsseldorf-Pempelfort, Kaiserstraße 42
- 1952: Bankhaus Heinz Ansmann in Düsseldorf (mit Hans Heuser)
- 1953–1954: Christuskirche in Düren
- 1954: Hentrichhaus, Malkasten, Düsseldorf-Pempelfort
- 1954–1957: Friedrich-Engelhorn-Hochhaus in Ludwigshafen
- 1955–1956: evangelische Petruskirche in Düsseldorf-Unterrath
- 1956: Aula der Rheinischen Friedrich-Wilhelms-Universität Bonn
- 1957–1960: Bürohochhaus für die Phoenix-Rheinrohr AG (genannt Dreischeibenhaus oder Thyssen-Haus) in Düsseldorf
- 1960–1961: ehemaliges Kasino R 55 (Werkskantine) des Bayer-Werks Krefeld-Uerdingen (mit Hubert Petschnigg), unter Denkmalschutz,[10] 2020 auf Antrag des Eigentümers abgerissen[11]
- 1960–1963: Bayer-Hochhaus in Leverkusen[12]
- 1958–1960: BAT-Hochhaus in Hamburg
- 1961–1964: Unilever-Haus in Hamburg (heute Emporio-Hochhaus)
- 1961–1964: KHD-Hochhaus (jetzt Messehochhaus) in Köln
- 1961–1967: Umbau des Palais Nesselrode für das Hetjens-Museum in Düsseldorf
- 1962–1970: Gebäude des Westdeutschen Rundfunks in Köln
- vor 1963: Kaufhaus Merkur in Neuss[12]
- vor 1963: Wohnhochhäuser an der Dorotheenstraße in Hamburg[12]
- 1963–1964: Europa-Center in Berlin-Charlottenburg
- 1963–1972: Gesamtplanung und Institutsgebäude der Ruhr-Universität Bochum[13]
- 1964–1965: Evangelische Dietrich-Bonhoeffer-Kirche in Düsseldorf-Garath
- 1966: Verwaltungsgebäude der Oberfinanzdirektion Münster in Münster (abgerissen)[14]
- 1967–1968: Verwaltungsgebäude, Rheinallee 9, Düsseldorf-Heerdt (Mitarbeiter Vieleck, unter Denkmalschutz)
- 1967–1970: Verwaltungszentrum für Procter & Gamble in Schwalbach am Taunus
- 1968–1970: Hauptverwaltung für Rank Xerox in Düsseldorf (Brutalismus)
- 1963–1966: Finnlandhaus an der Esplanade in Hamburg
- 1965–1970: Standard Bank Center in Johannesburg (Südafrika)
- 1970–1974: Hauptverwaltung des TÜV Rheinland e. V. in Köln-Poll
- 1971–1974: Diamond Sorting Building in Kimberley (Südafrika)
- 1971–1974: RWI-Haus in Düsseldorf
- 1972–1975: Trinkaus-Bank in Düsseldorf, Königsallee / Trinkausstraße
- 1972–1978: Deutsch-Japanisches Center in Düsseldorf, Immermannstraße
- 1973–1974: Haus Hentrich in Düsseldorf
- 1973–1976: Hauptverwaltung der Rheinischen Braunkohlenwerke in Köln
- 1973–1978 und 2005: Tonhalle Düsseldorf
- vor 1976: Umbau eines Mühlengebäudes im Altlaybachtal[15]
- 1977–1981: Marriott Riyadh Hotel in Riad, Saudi-Arabien
- 1977–1980: Innenministerium des Landes Nordrhein-Westfalen in Düsseldorf
- 1978: Erweiterungsbau für das Fernmeldeamt Düsseldorf 1, Königsallee[16]
- 1979–1981: Sheraton Hotel in Essen
- 1980–1983: Forum Hotel in Mecca in Saudi-Arabien
- 1980–1983: Handelsblatthaus in Düsseldorf
- 1981: Hochhaus der Oberpostdirektion Dortmund[17]
- 1984: Postamt und Ortsvermittlungsstelle in Köln-Weiden[18]
- 1987: Zweit-Auslands-Vermittlungsstelle in Frankfurt-Nied[19]
- 1987–1988: Umbau des Olivandenhofs in Köln
- 1988–1993: Trianon-Hochhaus der BfG Bank für Gemeinwirtschaft in Frankfurt am Main
- 1990–1992: Stadtsparkasse Köln
- 1993–1996: Haus des Buches in Leipzig
- 1993–1996: Restaurierung und Umnutzung der „Tabakmoschee“ (ehem. Zigarettenfabrik „Yenidze“) in Dresden
- 1994–1998: Neven-DuMont-Haus in Köln
- 1994–1995: Eurotower in Frankfurt am Main
- 1995: Postamt Bielefeld 1[20]
- 1997–2001: Arena „Auf Schalke“ in Gelsenkirchen
- 1997–2000: Sanierung und Umbau des Detlev-Rohwedder-Hauses des Bundesministeriums der Finanzen in Berlin
- 2010: Fassaden-Umbau am „maxCologne“ (ehemaliges Lufthansa-Hochhaus) in Köln